# سن سباستین (آراگوا)
سن سباستین (به اسپانیایی: San Sebastián de los Reyes) یک شهر در ونزوئلا است که در ایالت آراگوآ واقع شده‌است. سن سباستین ۳۶۷ متر بالاتر از سطح دریا واقع شده‌است.

## خواهرخوانده
شهر سنلوکار د برامدا خواهرخواندهٔ سن سباستین (آراگوا) هست.